# Karel Mengelberg
Karel Willem Joseph Mengelberg (Utrecht, 18 juli 1902 - Amsterdam, 11 juli 1984) was een Nederlands dirigent en componist.

## Familie
Hij was telg uit het geslacht Mengelberg. Karel was zoon van beeldhouwer Joseph Mengelberg en Wilhelmina Hendrika Maria Fuchs. Hij was getrouwd met de joodse harpiste Rahel Draber en de vader van componist en pianist Misha Mengelberg en van de psychiater Kaspar Mengelberg. Het gezin overleefde de Tweede Wereldoorlog door onder te duiken bij het doktershuis van Landsmeer. De dirigent Willem Mengelberg was een oom van Karel Mengelberg.

## Opleiding
Mengelberg had les van Bep Geuer en studeerde compositie bij Willem Pijper. Hij vervolgde zijn opleiding aan de Staatliche Akademische Hochschule für Musik in Berlijn van 1923 tot 1927. Daar studeerde hij orkestdirectie bij Julius Prüwer, compositie bij Lex Schrattenholz en Emil von Rezniček en koor bij Siegfried Ochs. Daarnaast volgde hij ook lessen orkestdirectie bij Hermann Scherchen en akoestiek bij K.W. Wagner aan de Technische Hochschule te Berlijn in de jaren 1929-1932.

## Activiteiten
Mengelberg was aanvankelijk werkzaam in Duitsland. Hij was koordirigent en instrumentator bij o.a. de Staatsoper en het Grosse Schauspielhaus in Berlijn van 1924 tot 1927. Daarnaast bewerkte hij partituren tot piano-uittreksels voor Universal Edition en Ries & Erler. Van 1927 tot 1930 was Mengelberg dirigent van het Neue Stadttheater in Greifswald en gastdirigent van het Stadttheater en Radio in Königsberg. Vervolgens was hij tot 1933 muzikaal adviseur van de Reichs Rundfunkgesellschaft in Berlijn en chef-Tonmeister van de Deutschlandsender.
In 1933 verhuisde hij naar Barcelona waar hij dirigent werd bij de Banda Municipal de Barcelona. Van 1935 tot 1937 werkte Mengelberg in Kiev bij de filmfabriek van Eisenstein: Ukraïnfilm.
In 1938 verhuisde hij naar Amsterdam. Hij was leraar en dirigent (symfonieorkest en operaklassen) aan het Rotterdams Conservatorium, het Amsterdams Muzieklyceum en het Haarlems Muziekinstituut. Hij was dirigent van het Nederlands Opera Ensemble en hij richtte de Nederlandse Beiaardschool in Amersfoort op.
Tijdens de oorlogsjaren duikt hij onder in Landsmeer samen met en zijn vrouw Rahel, het gezin van zijn zus Leni Mengelberg en de schrijvers Maurits Dekker en Willem de Geus, de schilder Wim Schuhmacher, fotograaf Carel Blazer, graficus Jan Bons en Hanny Veldkamp, logopediste van de Amsterdamse Toneelschool.
Mengelberg was directeur van de Toonkunstmuziekschool in Amersfoort van 1947 tot 1956. In 1955 en 1956 was hij dirigent van Opera Forum in Enschede.
In de periode 1945 - 1972 werkte hij als muziekcriticus bij Het Vrije Volk en was hij dirigent van het Symfonieorkest Schubert, de studentenorkesten Aedon en het Sweelinck-orkest, en van de operavereniging D.O.S.
Mengelberg dirigeerde verder onder andere bij het Concertgebouworkest, het Residentie Orkest, het Kunstmaandorkest en het Utrechts Symfonie Orkest.
Tot slot was hij freelance medewerker van Mens en Melodie, Preludium en andere tijdschriften. Verder was hij bestuurslid op allerlei vakgebieden, onder andere bij het Genootschap van Nederlandse Componisten (secretaris van 1938 - 1962) en bij het Scapino Ballet.

## Composities
Mengelberg schreef werken voor symfonieorkest, kamermuziek, soloinstrumenten, vocale werken en muziek voor theater, films en hoorspelen. In opdracht van de Johan Wagenaarstichting schreef hij Anion (1950). De Nederlandse première van het stuk Catalunya renaixent vond postuum plaats tijdens het het Holland Festival van 1991 door het Amsterdams Blazers Collectief o.l.v. Jean Gruter. Mengelberg had dit werk in 1934 opgedragen aan de Banda Municipal de Barcelona, als hommage aan een "herboren Catalonië".
Mengelberg schreef ook onder het pseudoniem Jan Quintus.

## Prijzen en onderscheidingen
Mengelberg ontving de Grote Prijs voor Compositie van de Stad Amsterdam in 1950 en 1954 (Suite voor orkest). In 1951 ontving hij voor zijn hoorspelmuziek Schaduwen over Atlantis de Prix Italia (3e prijs).